# Гилязутдинов, Ильдар Абдуллаевич
Ильдар Абдуллаевич Гилязутдинов (тат. Илдар Абдулла улы Гыйләҗетдинов; 17 июля 1943, Ташкент, Ташкентская область, Узбекская ССР, СССР — 4 мая 2014, Казань, Республика Татарстан, Российская Федерация) — советский и российский врач, учёный, педагог, рентгенолог, онколог. Доктор медицинских наук (1998). Лауреат Государственной премии Республики Татарстан в области науки и техники (2003).

## Биография
Ильдар Абдуллаевич Гилязутдинов родился 17 июля 1943 года в Ташкенте. Родители, Зайнаб Гилязутдинова и Абдулла Сагитов, познакомились в 1934 году во время учёбы в Ташкенте, после начала Великой Отечественной войны оба были призваны в армию, а поженились в расположении 3-й армии подо Ржевом. Заболев туберкулёзом, Зайнаб была отправлена в Ташкент, где сумела выносить и родить своего единственного сына. Абдулла же из-за ссоры с политруком был осуждён, отбыл срок и из-за запрета селиться в столичных городах уехал в Закарпатье, а в дальнейшем осел в Ровно, где женился и завёл новую семью. В 1951 году с целью переменить климат из-за болезни Зайнаб уехала в Казань на работу в Казанский медицинский институт, оставив сына в Ташкенте до окончания 7-го класса школы. В 1954 году она познакомилась с невропатологом доцентом А. Х. Терегуловым, за которого впоследствии вышла замуж, забрав Ильдара в новую семью к себе в Казань.
В 1958 году приехал в Казань. Будущую профессию выбрал под влиянием работы матери и отчима. В 1960 году поступил на лечебно-профилактический факультет Казанского медицинского института. Во время учёбы был заместителем начальника штаба добровольной народной дружины лечебного факультета, затем института, а в 1962 году стал начальником штаба городского отряда боевой комсомольской дружины при Казанском городском комитете ВЛКСМ. Окончив институт в 1966 году, был зачислен в ординатуру при кафедре судебной медицины, однако из-за развившейся аллергии на ряд препаратов был вынужден оставить учёбу, успев тем не менее а недолгое время написать две работы, посвященные исследованиям крови в судебно-медицинской практике. В 1967 году поступил ординатором в Государственный институт для усовершенствования врачей имени В. И. Ленина (позднее — Казанская государственная медицинская академия), где проработал свою дальнейшую профессиональную жизнь. В 1969 году был зачислен ассистентом на кафедру рентгенологии и радиологии под руководством профессора Г. И. Володиной. В этот период подготовил несколько научных статей по проблемам рентгенокраниологии, в частности, о норме и патологии области турецкого седла, а также читал лекции и вёл семинары по таким вопросам, как норма и патология черепа, отдельные заболевания костно-суставной системы, фотодело и рентгенотехника.
В 1970 году был командирован в Московский научно-исследовательский рентгено-радиологический институт министерства здравоохранения РСФСР для радиоизотопных исследований опухолевых заболеваний костной системы. В 1972 году получил учёную степень кандидата медицинских наук, защитив диссертацию «Применение плоскостного скеннирования и радиометрического контроля для диагностики злокачественных опухолей костной системы при помощи радиоактивных остеотропных изотопов Sr85, Sr87m и Sm153m (в комплексе с HEDTA)». Этот труд, ставший первой диссертационной работой по данной проблеме, приобрёл мировое значение. В дальнейшем, по причине отсутствия в те годы в Казани современной радиоизотопной лаборатории, Гилязутдинов снова вернулся к исследованиям патологии области турецкого седла и нейроэндокринной системы. Одновременно начал работать на базах онкологических учреждений, так, в 1969—1972 годах — в городском онкологическом диспансере, а с 1972 года — в Республиканском клиническом онкологическом диспансере. Активно занимался общественной работой, так, был заместителем секретаря парткома института, заместителем декана хирургического факультета, заместителем, а затем председателем бюро по внешней политике республиканского общества «Знание», выступал во многих городах страны с публичными лекциями по вопросам внешней политики и международных отношений.
Продолжив работать в КГМА, с 1996 года также занимал должность заместителя главного врача Республиканского онкодиспансера по научной работе, а затем стал руководителем научного отдела диспансера. В 1998 году получил степень доктора медицинских наук, защитив диссертацию «Выявление патогенеза некоторых нейроэндокринных синдромов и гормонально-зависимых заболеваний с помощью лучевых и клинико-лабораторных методов исследования». В 2000 году стал профессором кафедры лучевой диагностики КГМА. Также являлся членом диссертационного совета КГМА, членом правления Ассоциации онкологических учреждений Приволжского федерального округа, членом учёного совета приволжского филиала Российского онкологического научного центра имени Н. Н. Блохина, членом рабочей группы Росздравнадзора по обеспечению качества онкологической помощи населению, заместителем главного редактора журнала «Поволжский онкологический вестник».
Выступил автором более 300 научных работ, в частности, более 30 монографий, практических и методических пособий для врачей. Подготовил несколько кандидатов наук. За годы работы также под своей редакцией выпустил в свет 11 томов трудов сотрудников Республиканского онкодиспансера, активно участвовал в подготовке и проведении научных конференций российского и республиканского уровней. Ряд своих трудов посвятил исследованиям лучевой диагностики нейроэндокринных синдромов и заболеваний центрального генеза, диагностики злокачественных опухолей костной системы. Владел всеми методами рентгеновской диагностики, вёл обследование наиболее трудных в диагностическом отношении больных, диагностировал и лечил заболевания гормонозависимых и гормонально-активных органов, сумев излечить от бесплодия многих женщин, которые в дальнейшем забеременели и стали матерями. Первым в республике начал заниматься вопросом менопаузального остеопороза, подготовив пособие «Гормональнозависимый остеопороз», которое на протяжении долгих лет было единственным руководством для практикующих врачей. Уделял большое внимание диагностике и лечению дисгормональных заболеваний молочных желез, относящихся к группе риска по развитию рака молочной железы. В последние годы в своих исследованиях фокусировался на вопросах первичной и вторичной профилактики злокачественных новообразований, организации их ранней диагностики, паллиативной помощи онкологическим больным и улучшения качества их жизни, занимаясь активным внедрением своих научных разработок в практическое здравоохранение.
Ильдар Абдуллаевич Гилязутдинов скончался 4 мая 2014 года в Казани в возрасте 70 лет, похоронен на кладбище посёлка Киндери.

## Награды
- Государственная премия Республики Татарстан в области науки и техники (2003 год) — за работу «Оптимизация управления онкологической службой Республики Татарстан и внедрение новых организационных технологий в целях улучшения помощи больным злокачественными новообразованиями и снижения социально-экономического ущерба»[1][16].
- Значок «Отличник здравоохранения», почётные грамоты министерства здравоохранения и социального развития Российской Федерации, министерства здравоохранения Республики Татарстан, медаль Ассоциации онкологов России «За преданность профессии»[12][11].

## Личная жизнь
Жена — доктор наук; сын — Айрат, внучка — Диана. В качестве хобби предпочитал туризм, также занимался дачей.

## Избранная библиография
- Гилязутдинов И. А. Опухоли надпочечников: учебное пособие. — Казань: Казанский государственный институт усовершенствования врачей имени В. И. Ленина, 1992. — 37 с.
- Гилязутдинов И. А., Михайлов М. К., Миндубаева Ф. З. Эндокраниоз и нейроэндокринные синдромы и заболевания. — Казань: Татарское книжное издательство, 1995. — 143 с. — ISBN 5298005438.
- Гилязутдинов И. А. Гормонально зависимый остеопороз (диагностика, клиника, лечение): практическое руководство. — Казань: Издательство «Медицина», 1996. — 61 с. — ISBN 5764500230.
- Гилязутдинов И. А. Клинико-лучевая диагностика нейроэндокринных синдромов и заболеваний центрального генеза у женщин. — Казань: Карпол, 1997. — 223 с. — ISBN 5884420641.
- Гилязутдинов И. А., Гилязутдинова З. Ш. Бесплодие при нейроэндокринных синдромах и заболеваниях. — Казань: Издательство «Дом печати», 1998. — 409 с. — ISBN 5891200368.
- Гилязутдинов И. А., Хасанов Р. Ш. Опухоли гормонально-зависимых и гормонопродуцирующих органов. — М.: МЕДпресс-информ, 2004. — 455 с. — ISBN 598322011X.
- Гилязутдинов И. А., Гилязутдинова З. Ш. Нейроэндокринная патология в гинекологии и акушерстве: руководство для врачей. — Казань: Издательство «Медицина», 2004. — 380 с. — ISBN 5764502691.
- Гилязутдинов И. А., Хасанов Р. Ш. Мастопатия: руководство для врачей. — Казань: Издательство «Новое знание», 2006. — 210 с. — ISBN 589347354X.
- Гилязутдинов И. А., Хасанов Р. Ш. Доброкачественные опухоли молочных желез: руководство для врачей. — 2-е изд., перераб. и доп.. — Казань: Издательство «Медлитература», 2007. — 215 с. — ISBN 9785990077812.
- Гилязутдинов И. А., Гилязутдинова З. Ш. Нейроэндокринная патология в гинекологии и акушерстве: руководство для врачей. — 2-е изд., испр. и доп.. — М.: МЕДпресс-информ, 2008. — 431 с. — ISBN 5852472417.
- Гилязутдинов И. А. и др. Злокачественные опухоли мягких тканей и меланома кожи: практическое руководство для врачей. — М.: Издательство «Практическая медицина», 2010. — 203 с. — ISBN 9785988111375.